# Бела-Крус
Бела-Крус (порт. Bela Cruz) — муниципалитет в Бразилии, входит в штат Сеара. Составная часть мезорегиона Северо-запад штата Сеара. Входит в экономико-статистический микрорегион Литорал-ди-Камосин-и-Акарау. Население составляет 30 126 человек на 2006 год. Занимает площадь 841,718 км². Плотность населения — 35,8 чел./км².
Праздник города — 23 февраля.

## История
Город основан 23 февраля 1957 года.

## Статистика
- Валовой внутренний продукт на 2003 составляет 53 058 227,00 реалов (данные: Бразильский институт географии и статистики).
- Валовой внутренний продукт на душу населения на 2003 составляет 1809,93 реала (данные: Бразильский институт географии и статистики).
- Индекс развития человеческого потенциала на 2000 составляет 0,595 (данные: Программа развития ООН).